# فرانس پرشرن
فرانس پرشرن (سوئدی: France Prešeren؛ زاده ۳ دسامبر ۱۸۰۰ درگذشته ۸ فوریهٔ ۱۸۴۹) یک شاعر، و وکیل اهل اسلوونی بود.
یک سروده ایو به نام «نوش!» اساس متن سرود ملی اسلوونی قرار گرفته است.